# František Tóth
Pour les articles homonymes, voir Tóth.
 (août 2024).
Si vous disposez d'ouvrages ou d'articles de référence ou si vous connaissez des sites web de qualité traitant du thème abordé ici, merci de compléter l'article en donnant les références utiles à sa vérifiabilité et en les liant à la section « Notes et références ».
František Tóth, né le 9 février 1963 à Bratislava et mort 13 juin 2006 à Šelpice, est un homme politique slovaque.
Du 25 mai 2005 au 5 avril 2006, il a exercé les fonctions de ministre de la Culture (en slovaque : minister kultúry) dans le deuxième gouvernement de Mikuláš Dzurinda. À ce poste, il a remplacé Rudolf Chmel, contraint à la démission. Toutefois celui-ci, le 5 avril 2006, a fait son retour au gouvernement, dans les fonctions qu'il occupait précédemment.